# Jakob Alt
Jakob Alt, född den 27 september 1789 i Frankfurt a. M., död den 30 september 1872 i Wien, var en tysk litograf och landskapsmålare, far till Rudolf von Alt.
Georg Nordensvan skriver i Nordisk Familjebok att Alt "vann betydelse genom den lyftning han där gaf åt litografien".

## Galleri

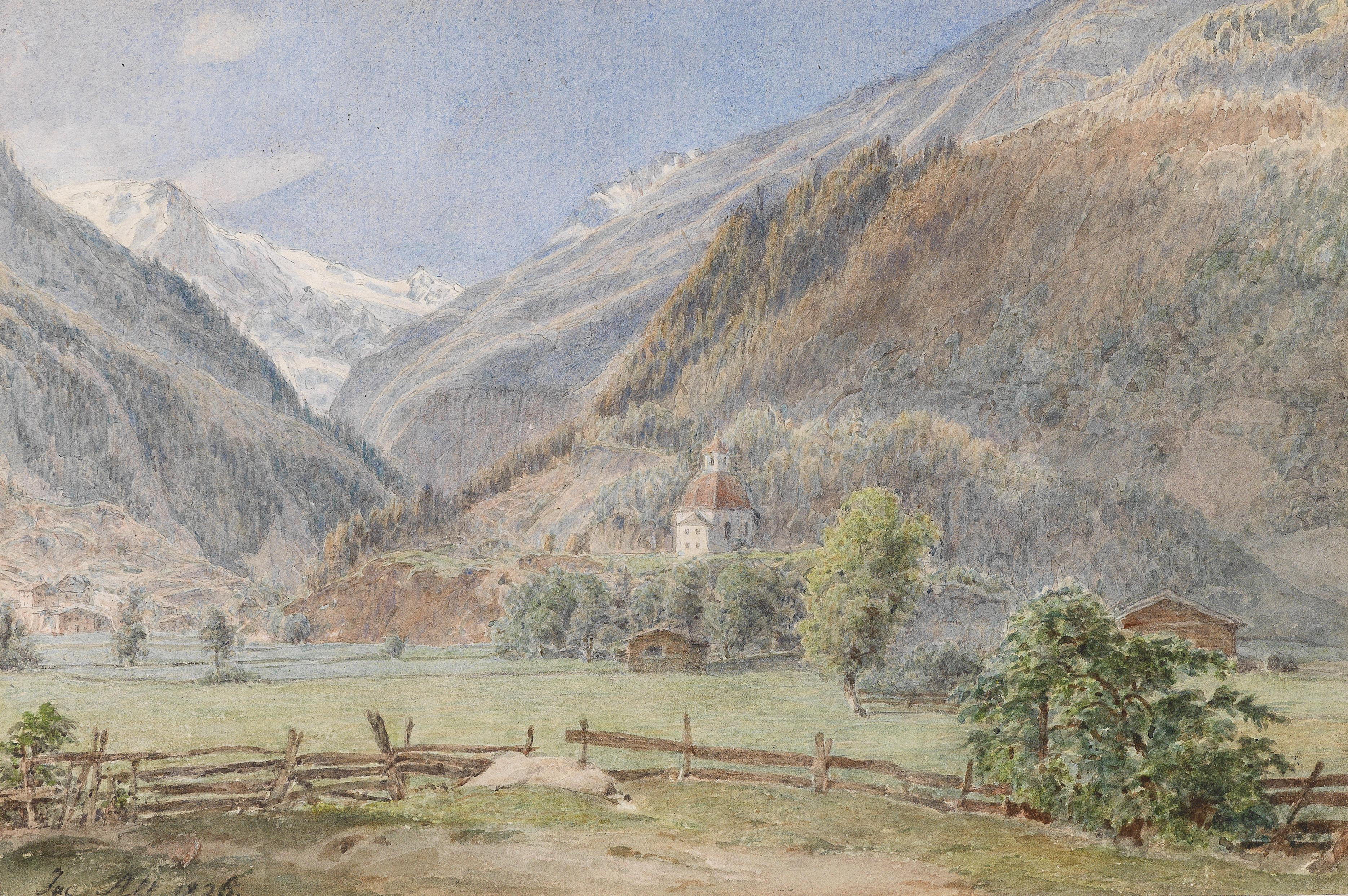
Blick auf Böckstein (1826).
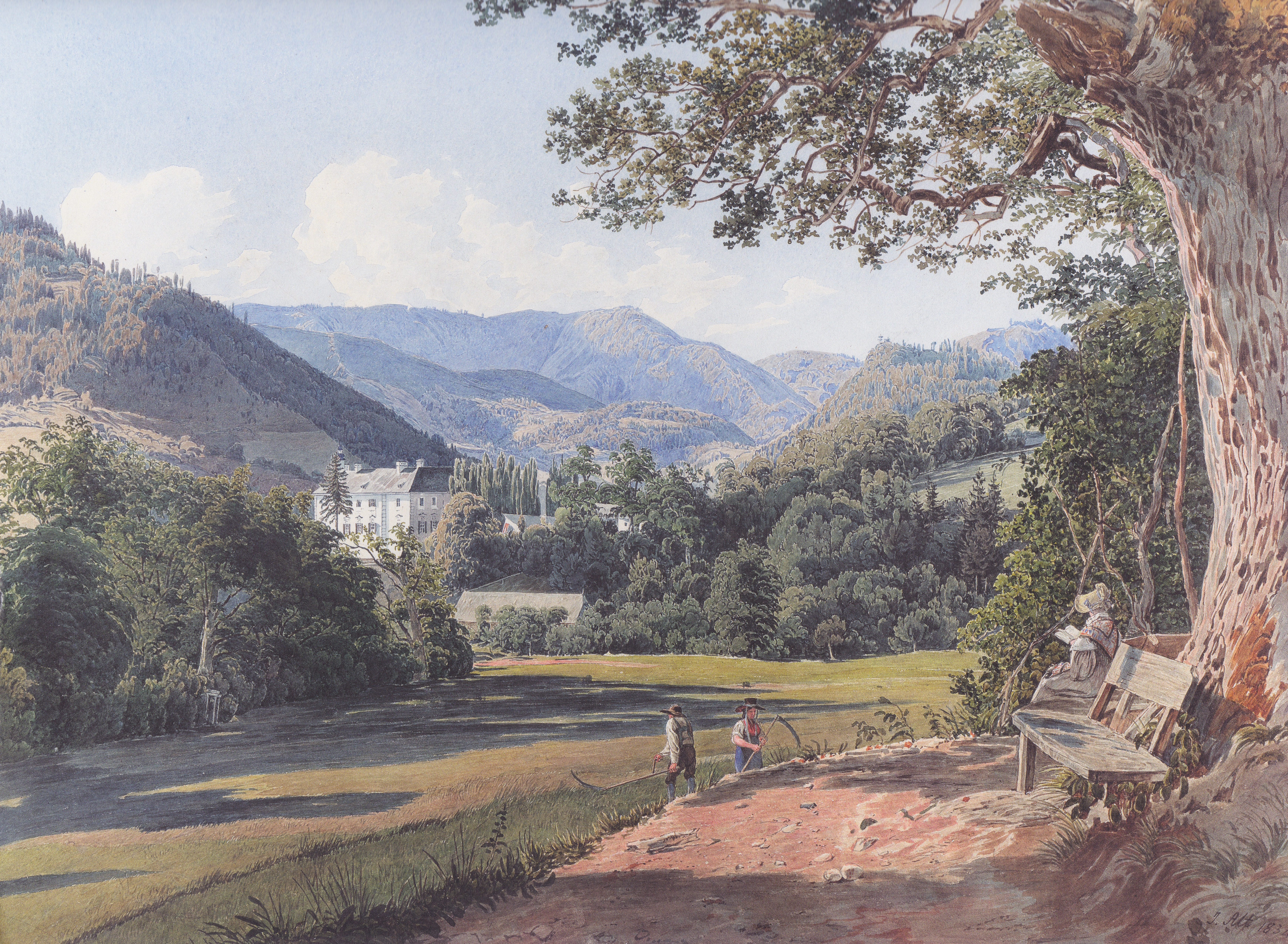
Blick auf Schloss Stiebar bei Gresten in Niederösterreich (1834).
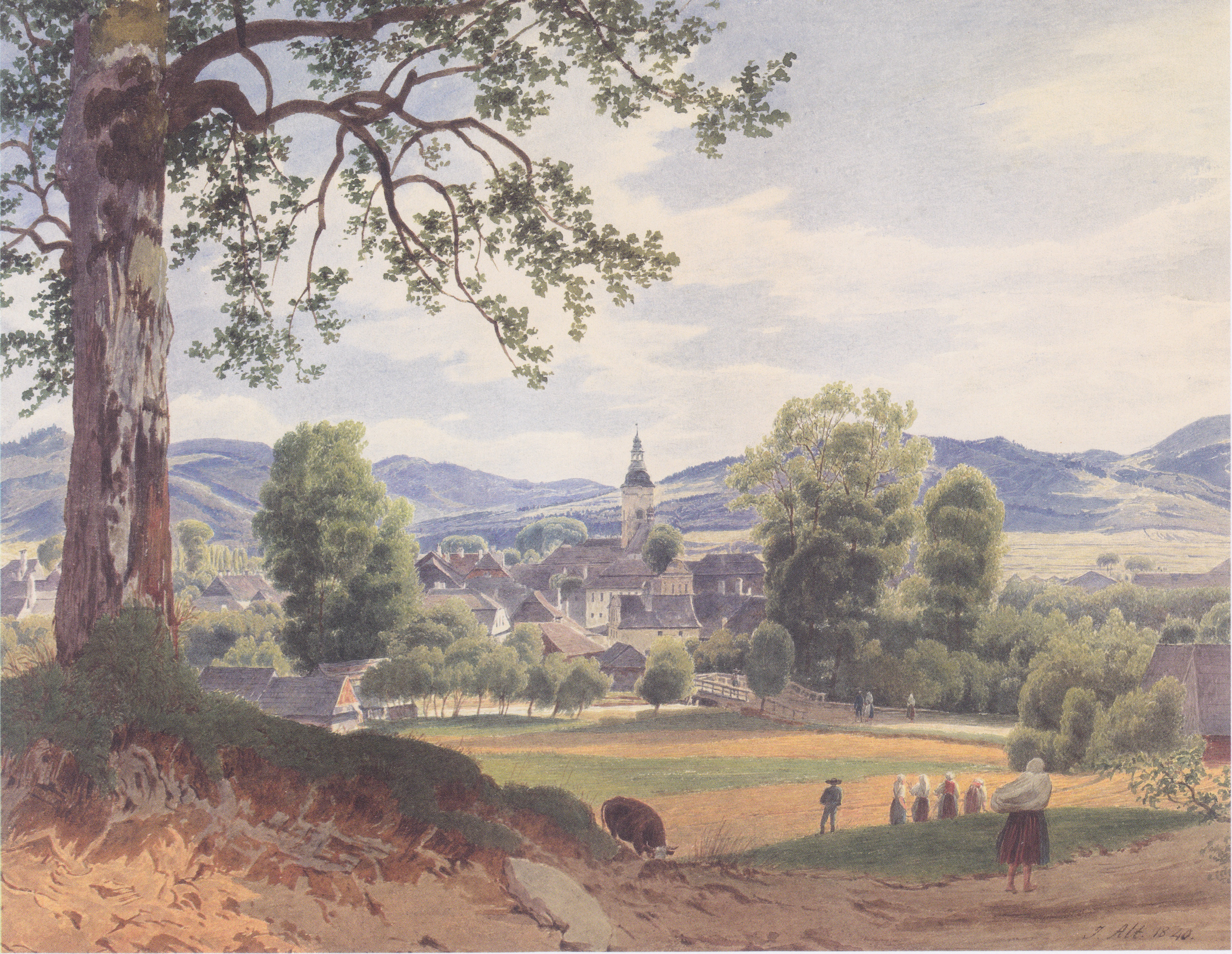
Das Städchen Jablunkau im Teschner Kreis (1840).
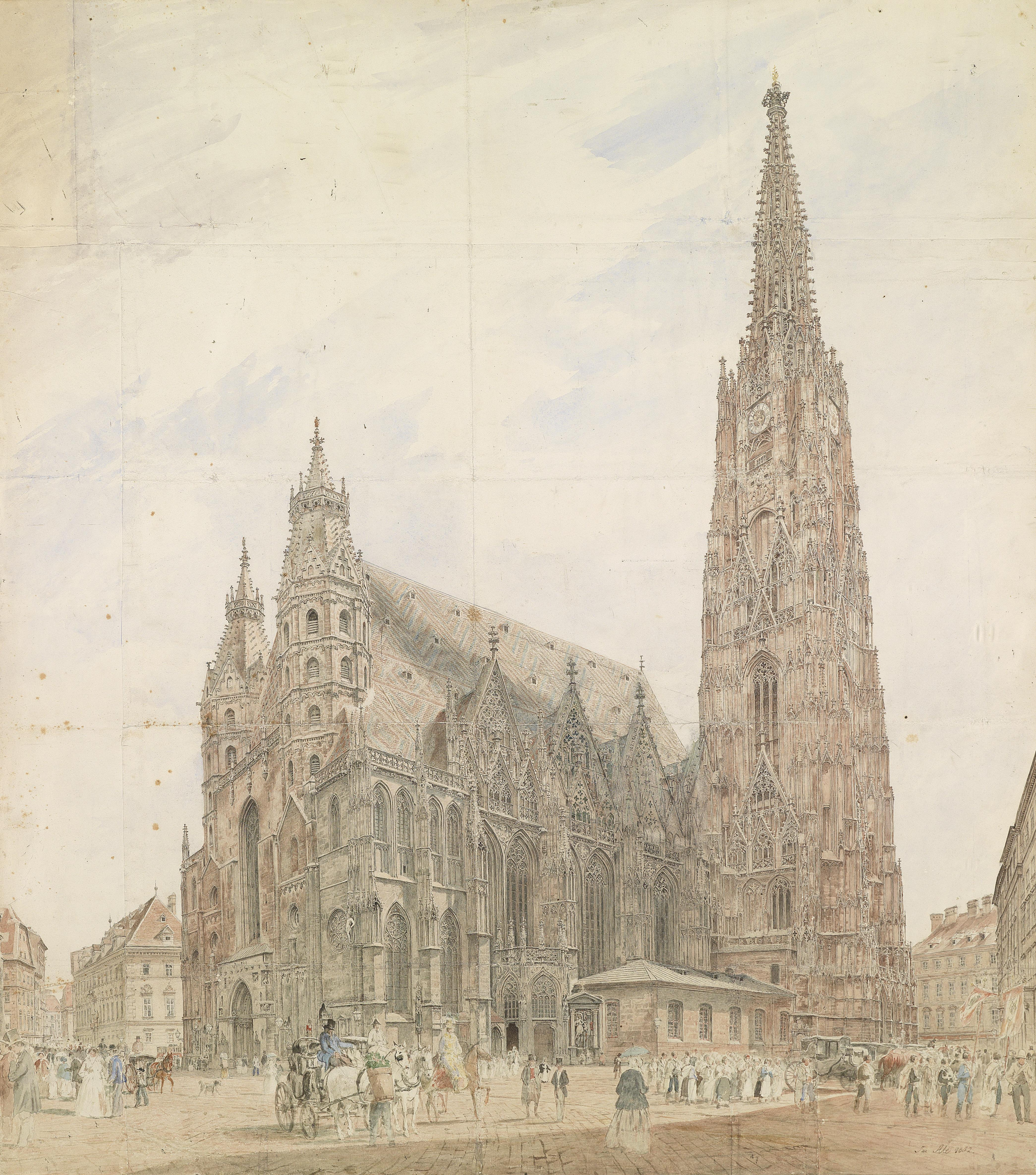
Stephansdom in Wien (1852).